# Biosteres hoplocrotaphiopsis
Biosteres hoplocrotaphiopsis är en stekelart som först beskrevs av Perepechayenko 1994.  Biosteres hoplocrotaphiopsis ingår i släktet Biosteres och familjen bracksteklar. Inga underarter finns listade.